# Taicang (meteoryt)
Taicang – meteoryt kamienny znaleziony w 1928 roku w chińskiej prowincji  Jiangsu. Meteoryt Taicang jest jednym z jedenastu zatwierdzonych meteorytów znalezionych w tej prowincji.